# Conflit de faible intensité

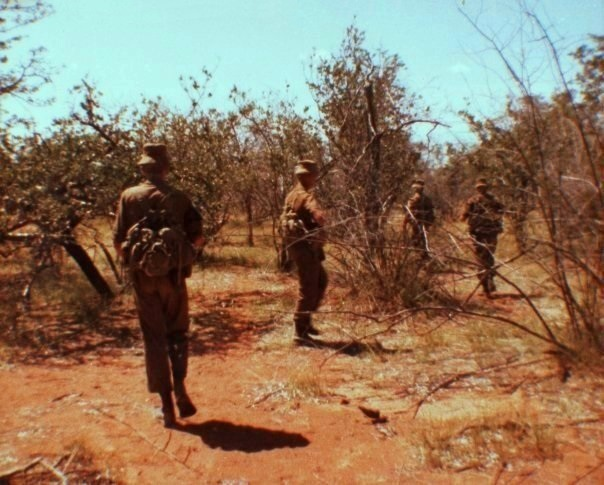
Les parachutistes sud-africains conduisirent des opérations de recherche et de destruction contre les insurgés en Namibie au cours des années 1980. À l’instar de nombreux conflits de basse intensité, la guerre frontalière sud-africaine se caractérisa principalement par des engagements de petites unités et des combats asymétriques, relevant de la guérilla,.

Un conflit de faible intensité (CFI) est un affrontement armé circonscrit, opposant des acteurs étatiques ou non étatiques, dont la violence demeure inférieure à celle d’une guerre conventionnelle. Il se caractérise par l’emploi mesuré et ciblé de moyens militaires par un État, dans le dessein d’imposer ses vues ou d’asseoir sa politique, sans toutefois engager l’ensemble de ses forces ni entrer dans une escalade.
Cette notion s’applique aux antagonismes où l’une des factions adverses, voire les deux, se conforment à de tels principes dans leur mode opératoire.

## Définitions officielles

### États-Unis
Un conflit de faible intensité est défini par les forces armées étasuniennes selon les termes suivants :

« ... une confrontation politico-militaire entre des États souverains ou des groupes rivaux, en deçà de la guerre conventionnelle et au-delà de la compétition pacifique habituelle entre les États. Il s'agit souvent de luttes prolongées entre des principes et des idéologies concurrents. Les conflits de faible intensité vont de la subversion à l'utilisation des forces armées. Il est mené par une combinaison de moyens, employant des instruments politiques, économiques, informationnels et militaires. Les conflits de faible intensité sont souvent localisés, généralement dans le tiers monde, mais ils ont des répercussions sur la sécurité régionale et mondiale. »

Le manuel dit également :

« ... des opérations réussies des PFR, conformes aux intérêts des États-Unis et aux lois des États-Unis, peuvent faire progresser les objectifs internationaux des États-Unis tels que la croissance de la liberté, des institutions démocratiques et des économies de libre marché. ... La politique américaine reconnaît que les applications indirectes, plutôt que directes, de la puissance militaire américaine sont les moyens les plus appropriés et les plus rentables d'atteindre les objectifs nationaux dans un environnement de PFR. Le principal instrument militaire américain dans les PFR est l'assistance à la sécurité sous forme de formation, d'équipement, de services et de soutien au combat. Lorsque la PFR menace des amis et des alliés, l'objectif de l'assistance à la sécurité est de veiller à ce que leurs institutions militaires puissent assurer la sécurité de leurs citoyens et de leur gouvernement. ...Les États-Unis ont également recours à des opérations de combat dans des circonstances exceptionnelles, lorsqu'ils ne peuvent pas protéger leurs intérêts nationaux par d'autres moyens. Lorsqu'une réponse américaine est nécessaire, elle doit être conforme aux principes du droit international et du droit national. Ces principes affirment le droit inhérent des États à recourir à la force dans le cadre d'une légitime défense individuelle ou collective contre une attaque armée. »

### Relations avec le terrorisme
Boaz Ganor observe que les experts désignaient naguère le terrorisme sous l’appellation de « guerre de faible intensité ». Toutefois, cette terminologie est désormais caduque en raison de la complexification des conflits contemporains, désormais multidimensionnels, ainsi que de l’ampleur inédite des attaques terroristes modernes, à l’instar des attentats du 11 septembre.

## Mise en œuvre

### Armes
Comme l’étymologie même de l’expression le suggère, les conflits de faible intensité (CFI) se distinguent des guerres conventionnelles par un engagement militaire restreint, tant sur le plan des effectifs déployés que des moyens tactiques mobilisés. Les opérations s’y déroulent à un tempo ralenti, avec un recours limité aux armements lourds et une projection de force circonscrite. L’emploi de la puissance aérienne, pourtant pivot des conflits modernes, y est fréquemment réduit à des missions logistiques ou de reconnaissance, voire réservé à la faction disposant d’une supériorité écrasante, comme dans le cadre de guerres asymétriques opposant des forces régulières à des groupes insurgés. De même, l’artillerie et les systèmes de roquettes multiples sont généralement évités lorsque les hostilités se déroulent en zones habitées, afin d’en limiter les dommages collatéraux. L’implication des forces armées dépend étroitement du stade de l’insurrection : qu’il s’agisse d’une phase avancée, marquée par des combats ouverts, ou d’un stade précoce, dominé par la propagande et les manifestations,,,. Les engins explosifs improvisés (EEI) constituent l’une des armes privilégiées des belligérants, qu’ils soient rebelles, miliciens ou, dans certains cas, soldats gouvernementaux – à l’instar des tristement célèbres bombes-barils employées dans divers CFI,.

### Intelligence
La collecte de renseignements constitue un impératif cardinal pour l’établissement d’une assise efficiente des directives opérationnelles en contexte de conflit de basse intensité (LIC). Les techniques électroniques et d’interception des signaux, telles que l’ELINT (Electronic Intelligence) et le SIGINT (Signals Intelligence), se révèlent fréquemment inopérantes face à des adversaires irréguliers ou disséminés. En pareille circonstance, le LIC requiert davantage le recours à des méthodes HUMINT (Human Intelligence), fondées sur une approche pragmatique et proximale de l’acquisition informationnelle.

### Étapes
Dans les phases initiales d’une insurrection, une part substantielle de l’action militaire relève d’un emploi « subtil » — œuvrant de concert avec les autorités civiles à des opérations psychologiques, propagandistes et de contre-organisation, ce que l’on nomme communément « la conquête des cœurs et des esprits ». Si le conflit s’intensifie, dégénérant parfois en escarmouches ou en engagements armés, le rôle des forces régulières s’élargit alors à l’identification et à la neutralisation des factions insurgées — toutefois demeurant, le plus souvent, à un échelon local, circonscrit aux communautés plutôt qu’aux agglomérations entières.

## Exemples

### Birmanie
La Birmanie a perpétré, à intervalles récurrents, des campagnes martiales circonscrites et d’intensité modérée contre l’insurrection indépendantiste du peuple Karen, établie dans une contrée du sud-est du pays — correspondant, grosso modo, à la division administrative dénommée État Karen. Ce mouvement sécessionniste, inlassablement actif depuis janvier 1949, n’a cessé de revendiquer son autonomie. Bien que ces opérations militaires paraissent, en apparence, restreintes et peu vigoureuses — en ce sens que les territoires conquis par les forces gouvernementales sont rétrocédés, faute de pouvoir être maintenus durablement, une fois les offensives achevées —, leur dessein, tantôt avoué, tantôt tu, consiste à éroder les velléités contestataires et séparatistes. Toutefois, les organisations vouées à la défense des droits humains, de même que les gouvernements étrangers, mettent en doute la sincérité de ces allégations, allant parfois jusqu’à les infirmer catégoriquement.

### Soudan
Les autorités soudanaises ont, à plusieurs reprises, engagé des opérations militaires circonscrites – comparables aux « offensives saisonnières de la saison sèche » observées en Birmanie – contre divers mouvements insurgés et sécessionnistes. Ces interventions, initialement limitées, ont fréquemment dégénéré en conflits de grande ampleur, notamment dans les régions méridionales et au Darfour, mais également, jusqu’à une période récente, dans l’est du pays. Ces campagnes belliqueuses** (comprenant la première et la second guerre civile soudanaise) ont durablement affligé les zones concernées, exacerbant la précarité des conditions d’existence et favorisant la perpétration d’exactions et de violations des droits fondamentaux, dont certaines persistent à ce jour.

### Occupation allemande de la France
L’occupation allemande de l’Europe occidentale durant la Seconde Guerre mondiale, en particulier la France, présenta des similitudes frappantes avec des conflits contemporains relevant de la lutte insurrectionnelle et contre-insurrectionnelle (LIC). Dans un premier temps, les autorités d’occupation déployèrent une stratégie visant à s’attirer les bonnes grâces des populations locales, usant de propagande et de mesures d’apaisement pour légitimer leur domination. Cette phase, comparable aux opérations dites « cœurs et esprits », fut rapidement suivie par l’instauration de gouvernements vassaux, tels que le régime de Vichy, dont la souveraineté n’était que formelle. Les forces d’occupation s’employèrent à anéantir toute résistance par un appareil répressif sophistiqué, combinant une propagande omniprésente pour discréditer les mouvements clandestins et l’étayage de factions collaboratrices, à l’instar de la Milice française.

### Occupation allemande de la Pologne
De 1939 à 1945, la Pologne fut le théâtre d’un mouvement partisan d’une ampleur considérable. Bien que numériquement inférieures aux forces d’occupation allemandes, les organisations clandestines polonaises, principalement l’Armia Krajowa (AK) et les Bataliony Chłopskie (BCh), structurèrent une résistance active et coordonnée. Entre 1941 et 1944, elles menèrent avec succès une campagne contre la déportation des populations polonaises dans la région de Zamość, contrariant les plans de colonisation nazis. Par ailleurs, les maquisards polonais perturbèrent durablement les lignes logistiques ennemies, sabotant plusieurs centaines de convois militaires allemands au cours du conflit. Outre la lutte armée, un État clandestin polonais se maintint dans l’ombre, assurant des fonctions administratives, judiciaires et éducatives. Des organisations civiles, telles que Żegota, œuvrèrent au sauvetage de milliers de Juifs, malgré les risques encourus. Lorsque l’Armée rouge pénétra en Pologne en 1944, les résistants polonais tentèrent de coordonner leurs actions avec les forces soviétiques lors de l’opération Tempête, contribuant à l’avancée russe. Toutefois, les Soviétiques, une fois en position de force, trahirent leurs alliés polonais : des milliers de membres de l’État clandestin furent arrêtés ou exécutés, et Moscou refusa tout soutien à l’insurrection de Varsovie, laissant les Allemands écraser la révolte. On estime que jusqu’à 700 000 personnes prirent part à la résistance polonaise au cours de la guerre, avec un soutien populaire étendu – près d’un Polonais sur six apporta une forme d’assistance aux partisans. Néanmoins, ceux-ci ne disposaient que d’un armement limité, ne dépassant guère 50 000 fusils à aucun moment du conflit.

### Irlande du Nord
Les Troubles désignent un conflit politico-communautaire qui secoua l’Irlande du Nord durant la seconde moitié du XXe siècle. Bien que fréquemment perçu comme une opposition religieuse entre protestants et catholiques, cet antagonisme relevait davantage d’un clivage ethno-nationaliste, hérité de fractures historiques et d’une oppression systémique exercée par les forces militaires et sécuritaires du Royaume-Uni. À compter des années 1960, le mouvement pour les droits civiques nord-irlandais mobilisa les catholiques d’ascendance gaélique pour dénoncer diverses formes de discrimination institutionnelle : restriction des droits électoraux (gerrymandering), iniquités dans l’accès au logement et à l’emploi, ainsi qu’une gouvernance partiale du Parlement de Stormont, alors sous domination unioniste. Ces manifestations pacifiques furent toutefois réprimées avec une rigueur excessive par les forces de l’ordre, souvent complices des milices loyalistes, lesquelles jouissaient d’une impunité quasi-totale. La terminologie religieuse (« protestant » / « catholique ») servait avant tout de marqueur identitaire, masquant des enjeux plus profonds. La question centrale demeurait le statut constitutionnel de l’Irlande du Nord :
- Les unionistes et loyalistes, majoritairement issus des colons anglo-écossais implantés lors de la Plantation d’Ulster (XVIIe siècle), entendaient maintenir la province sous souveraineté britannique.
- Les nationalistes et républicains, principalement d’origine irlandaise, revendiquaient la fin de la partition insulaire et la réunification avec la République d’Irlande, proclamée en 1922 après le démembrement du Royaume-Uni de Grande-Bretagne et d’Irlande[10].

Les principaux acteurs des Troubles comprenaient des factions paramilitaires, des forces étatiques et des militants politiques. Du côté républicain et nationaliste, se distinguaient l’Armée républicaine irlandaise provisoire (IRA) et l’Armée de libération nationale irlandaise (INLA), engagées dans une lutte armée contre la présence britannique. Les paramilitaires loyalistes, tels que l’Ulster Volunteer Force (UVF) et l’Ulster Defence Association (UDA), dirigeaient principalement leurs attaques contre la communauté catholique, qu’ils assimilaient à un soutien au républicanisme, justifiant leurs exactions par des représailles. Les forces de sécurité britanniques – incluant l’armée régulière, la Royal Ulster Constabulary (RUC), l’Ulster Defence Regiment (UDR) et des unités spécialisées comme la Force Research Unit – menaient des opérations de contre-insurrection, recourant à des méthodes controversées telles que l’internement administratif (détention sans procès) des suspects républicains. Des enquêtes ultérieures révélèrent une collusion patente entre certaines branches de l’appareil sécuritaire britannique et les groupes loyalistes, notamment au sein du réseau Glenanne, lequel comptait dans ses rangs des membres actifs de l’UDR et de la RUC. Les forces irlandaises intervinrent de manière marginale, tandis que les violences intercommunautaires et les règlements de comptes entre factions paramilitaires jalonnèrent le conflit. Les républicains privilégièrent des actions de guérilla contre les forces de la Couronne, ainsi que des attentats à l’explosif visant des infrastructures économiques et politiques. Les loyalistes, quant à eux, perpétrèrent des assauts sporadiques contre des cibles républicaines, mais s’en prirent majoritairement aux civils catholiques, alimentant un cycle de violences sectaires.

## Guérilla
L’adversaire prééminent de la guerre de faible intensité réside dans la guérilla, ou combattant irrégulier. Celui-ci peut bénéficier du patronage d’un État ou être animé par des acteurs non étatiques, mus par des idéologies religieuses ou politiques, et ce, tant en milieu urbain que semi-urbain ou rural. La guérilla contemporaine, dans ses manifestations les plus élaborées, constitue un système intégré, fondé sur une doctrine raffinée, une structure hiérarchisée, des savoir-faire spécialisés et une maîtrise de la propagande. Les guérilleros agissent tantôt en petites bandes éparses, à la manière de partisans, tantôt en coordination avec des troupes régulières, voire en formations conventionnelles de taille variable (escouades, pelotons, bataillons). Leur plasticité organisationnelle leur permet d’adapter leur mode opératoire selon les circonstances, passant aisément d’une stratégie de harcèlement à des manœuvres mobiles de grande ampleur. Cette faculté d’adaptation, inhérente à leur nature dynamique, distingue la guérilla des forces militaires traditionnelles, rigides par essence.
Les tactiques de guérilla reposent sur le renseignement, l’embuscade, la tromperie, le sabotage et l’espionnage. Elles visent à saper une autorité par une confrontation prolongée et de faible intensité. Ce type de lutte peut se révéler très efficace contre un régime étranger ou local impopulaire, comme l’a illustré la guerre du Viêt Nam. Une armée de guérilla peut accroître le coût d’une occupation ou d’une présence coloniale au-delà de ce que la puissance étrangère est prête à supporter. Face à un régime local, les guérilleros peuvent rendre la gouvernance impossible par des frappes terroristes, des actes de sabotage, voire en combinant leurs forces pour renverser leurs adversaires dans une bataille conventionnelle. Ces tactiques sont utiles pour démoraliser l’ennemi tout en renforçant le moral des guérilleros. Dans de nombreux cas, elles permettent à une petite force de contenir un adversaire beaucoup plus puissant et mieux équipé pendant une longue période — comme lors de la Seconde guerre de Tchétchénie en Russie, ou de la deuxième guerre séminole dans les marais de Floride, aux États-Unis. Les tactiques et stratégies de guérilla sont largement analysées dans des ouvrages de référence classiques, tels que Sur la guerre de guérilla de Mao Zedong.

### Modèle maoïste triphasé

#### Approche Mao/Giap
La théorie de la guerre populaire selon Mao Zedong distingue trois phases distinctes dans le processus insurrectionnel. Dans la phase initiale, les partisans s’attachent à conquérir l’adhésion des populations rurales en sapant l’appareil étatique par des actions ciblées et en répandant une propagande subversive. La phase intermédiaire voit s’intensifier les assauts contre les forces régulières et les institutions gouvernementales essentielles, affaiblissant progressivement l’adversaire. Enfin, la phase ultime consiste en une guerre conventionnelle, où l’armée révolutionnaire, désormais aguerrie, livre des batailles décisives pour investir les villes, abattre le pouvoir en place et s’emparer définitivement du pays. L’ouvrage fondateur de Mao, De la guerre de guérilla, a exercé une influence considérable, trouvant son application la plus aboutie au Vietnam, sous l’égide du stratège Võ Nguyên Giáp. Son traité, Guerre du peuple, armée du peuple, épouse étroitement le modèle maoïste tout en y apportant des nuances notables : une plus grande flexibilité dans l’alternance entre guerre mobile et guérilla, ainsi qu’une attention particulière portée aux potentialités d’un « soulèvement général » spontané des masses, susceptible de coïncider avec l’offensive des forces insurgées.

### Organisation
L’organisation de la guérilla peut se décliner depuis de modestes factions insurrectionnelles locales, ne comptant que quelques dizaines de partisans, jusqu’à des corps armés rassemblant des dizaines de milliers de combattants, évoluant de minuscules cellules clandestines à des formations atteignant l’envergure d’un régiment. Dans la majorité des cas, cette structure est régie par un commandement poursuivant un dessein politique explicite. Son architecture se scinde fréquemment en ailes politiques et militaires, disposition qui offre aux dirigeants politiques la faculté de désavouer avec vraisemblance les opérations armées menées par leurs troupes. La configuration guérillère la plus sophistiquée fut observée au sein des mouvements communistes chinois et vietnamiens lors des guerres révolutionnaires qui ensanglantèrent l’Asie orientale et méridionale au XXe siècle.
Un canevas élémentaire de ce modèle organisationnel plus complexe, en usage parmi les factions révolutionnaires au cours de la guerre du Vietnam, est présenté infra.

### Types d'opérations
Les opérations de guérilla se caractérisent par une multiplicité d’assauts dirigés contre les axes de communication, des détachements isolés de forces policières ou militaires, des infrastructures stratégiques, des entités économiques et des populations civiles prédéterminées. En recourant à des effectifs restreints, à des artifices de dissimulation et fréquemment à des armes soustraites à l’adversaire, les guérilleros exercent une pression continuelle sur leurs opposants, érodant progressivement leurs effectifs tout en limitant leurs propres pertes. L’objectif de ces offensives ne relève pas uniquement du domaine martial, mais également du champ politique : il s’agit de saper le moral des gouvernements ou des populations visés, ou de susciter des ripostes disproportionnées, contraignant les civils à s’aligner pour ou contre les insurgés. Ces tactiques englobent des pratiques aussi diverses que les mutilations corporelles observées lors de certaines révoltes endogènes africaines, les attentats suicide perpétrés en Palestine ou au Sri Lanka, ou encore les manœuvres élaborées des combattants du Viet Cong et de l’Armée populaire vietnamienne contre les garnisons et unités régulières.

### Surprise et intelligence

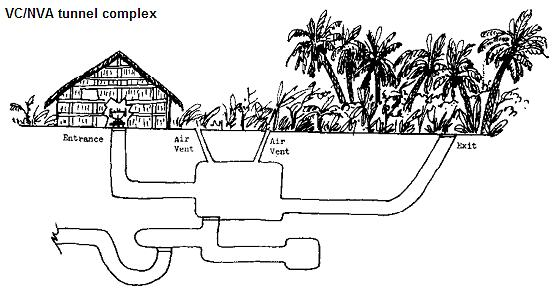
L'un des complexes de tunnels les plus ingénieux du Vietnam, utilisé par les combattants de faible intensité pour le stockage, l'abri, le retrait et la défense.

Pour assurer le succès des opérations, les guérilleros doivent impérativement obtenir l’effet de surprise. Toute action trahie ou compromise fait généralement l’objet d’un abandon immédiat. Le renseignement revêt une importance capitale : une connaissance approfondie des dispositifs ennemis, de leur armement et de leur moral est systématiquement recueillie préalablement à toute offensive. Les méthodes de collecte d’informations sont multiples. Les affidés et les partisans constituent souvent une source continue de renseignements utiles. Lorsqu’ils agissent dans la clandestinité, les insurgés peuvent dissimuler leur engagement subversif et recourir à la ruse pour obtenir les données nécessaires. L’infiltration s’effectue par divers moyens : emploi ou inscription académique à proximité de l’objectif, pénétration d’organisations communautaires, voire même établissement de liaisons sentimentales à des fins d’espionnage. Les sources publiques sont également exploitées avec profit, qu’il s’agisse des horaires aériens des compagnies visées, des annonces de visites officielles ou encore des manuels militaires étrangers. L’accès aux réseaux informatiques, notamment via le World Wide Web, facilite considérablement la compilation et le croisement de ces données. La reconnaissance terrain joue un rôle central dans la planification opérationnelle. Les agents procèdent à une étude méticuleuse du site ou de la cible, recensant les axes d’accès, la configuration des bâtiments, l’emplacement des moyens de communication, la disposition des forces de sécurité et une multitude d’autres paramètres. Enfin, le renseignement s’attache également à évaluer les variables politiques, telles que la tenue d’élections ou l’impact psychologique d’une opération sur les populations civiles et l’adversaire.

### Relations avec la population civile
Les relations entre les guérilleros et les populations civiles sont déterminées par le caractère hostile ou favorable de celles-ci. Une population acquise à leur cause revêt une importance primordiale pour les combattants irréguliers, car elle leur offre asile, subsistances, financements, renseignements et nouvelles recrues. Cette « assise populaire » constitue ainsi l’élément vital d’un mouvement de guérilla. Durant les prémices de la guerre du Viêt Nam, les autorités américaines constatèrent que nombre de « hameaux stratégiques », censés être sous contrôle gouvernemental, étaient en réalité infiltrés par le Viêt Cong, qui s’en servait comme refuges pour le ravitaillement et le repos. Toutefois, un soutien populaire massif n’est pas toujours une condition absolue. Certaines factions insurgées parviennent à subsister en s’appuyant sur la protection d’un État allié, bénéficiant ainsi d’approvisionnements, d’armements, de renseignements, d’une sécurité locale et d’une couverture diplomatique. À titre d’exemple, l’organisation Al-Qaïda, bien que privée du soutien officiel des Talibans en Afghanistan après les frappes américaines, a continué de recruter des partisans principalement au sein du monde musulman, sans dépendre d’une assise territoriale stable.
Une population apathique ou réfractaire constitue un obstacle majeur à l’implantation des mouvements guérilleros, lesquels déploient des efforts soutenus pour s’assurer son adhésion. Ces tentatives peuvent recourir tant à la persuasion qu’à une stratégie délibérée d’intimidation. Bien que ces groupes se réclament souvent d’une lutte émancipatrice ou libératrice, une telle rhétorique ne garantit nullement le ralliement effectif des civils concernés. D’autres facteurs, tels que les antagonismes ethniques ou confessionnels, peuvent invalider une revendication purement nationaliste. Quelle que soit l’articulation exacte entre séduction et coercition mobilisée par les insurgés, leurs interactions avec les populations locales demeurent l’un des paramètres décisifs dans l’issue de leur entreprise.

### Recours à la terreur
Le recours à la terreur vise à polariser l’attention internationale sur les revendications de la guérilla, à éliminer les cadres de l’opposition, à soutirer des fonds par extorsion, à instiller la crainte parmi les populations, à infliger des dommages économiques et à contenir les dissidences potentielles au sein de leurs rangs. L’emploi systématique de la violence par les factions insurgées comme par leurs adversaires constitue un trait saillant des conflits asymétriques contemporains, contraignant les non-combattants à une prudente neutralité entre les belligérants. En certaines occurrences, les civils eux-mêmes deviennent l’objet d’attaques délibérées, à l’instar des offensives palestiniennes ciblant des citoyens israéliens. Ces stratagèmes peuvent s’avérer contreproductifs, suscitant le rejet des populations à l’égard des guérilleros et favorisant l’émergence de forces antagonistes.

### Retrait
Les guérilleros se doivent d’orchestrer avec une minutie extrême leur repli dès lors qu’une opération s’achève ou que son déroulement tourne à l’avarie. Cette phase, souvent tenue pour la plus cruciale de l’action insurrectionnelle, revêt une importance capitale, car s’enliser dans un combat prolongé face à des forces supérieures en nombre et en armement scelle presque immanquablement le destin des insurgés, terroristes ou révolutionnaires. Le désengagement s’effectue communément par le biais de voies et de procédés diversifiés, pouvant inclure un ratissage expéditif de la zone afin de recouvrer les engins non explosés, l’effacement des traces compromettantes et la mue en paisibles civils. Dans le cas d’opérations suicides, la pertinence d’un repli pour les assaillants ayant accompli leur forfait peut être sujette à controverse ; néanmoins, des mesures telles que l’éradication des indices et la dissimulation des armes et approvisionnements demeurent impératives.

### Logistique
Les guérilleros déploient ordinairement une empreinte logistique plus restreinte que les formations militaires conventionnelles, bien que leur organisation logistique puisse revêtir une complexité insoupçonnée. L’impératif cardinal réside en l’évitement de toute dépendance à l’égard de bases ou de dépôts fixes, lesquels, aisément repérables, constituent des cibles vulnérables pour les forces régulières. La mobilité et la célérité prévalent ; idéalement, la guérilla doit subsister ex terra ou s’alimenter du soutien des populations civiles au sein desquelles elle s’insinue. En ce sens, le « peuple » incarne l’assise même de son ravitaillement. Le financement de ces entreprises, qu’elles relèvent de la guérilla ou du terrorisme, embrasse une gamme étendue de procédés : depuis les aumônes individuelles, consenties ou extorquées, jusqu’à la gestion occulte de commerces par des affidés insurgés, en passant par le brigandage (détournements de fonds, rapt à but lucratif), sans omettre les réseaux pécuniaires sophistiqués, fondés sur des solidarités familiales, ethniques ou confessionnelles, tels qu’employés par les mouvances djihadistes contemporaines.
Les bases permanentes et semi-permanentes constituent l’ossature logistique des mouvements de guérilla, généralement établies en des contrées reculées ou au sein de sanctuaires transfrontaliers, abritées par des régimes alliés,. Leur configuration peut revêtir un caractère fort élaboré, à l’instar des camps retranchés et des complexes souterrains que les forces américaines affrontèrent durant la guerre du Viêt Nam, où se retranchaient le Việt Cộng et l’Armée populaire vietnamienne. L’importance stratégique de ces installations se manifeste par l’âpreté des combats que les forces communistes livrèrent parfois pour leur préservation. Toutefois, dès lors que la défense s’avérait insoutenable, il était fréquent que ces unités se replient sans marquer d’hésitation.

### Terrain
La guerre de guérilla, fréquemment associée à des théâtres ruraux, s’est illustrée avec éclat dans les campagnes décisives menées par Mao Zedong, Võ Nguyên Giáp ou encore les moudjahidines en Afghanistan. Toutefois, il est loisible d’observer que les guérilleros ont également œuvré avec efficience dans des milieux urbains, comme ce fut le cas en Argentine ou à Chypre. Dans l’un et l’autre contexte, les combattants irréguliers s’appuient sur une population complice, laquelle leur procure subsistance, informations et appui logistique, condition sine qua non de leur pérennité. Les guérilleros ruraux privilégient des contrées offrant abondance de couvert et de dissimulation, notamment les régions sylvestres ou escarpées, où les reliefs montagneux et les frondaisons denses favorisent l’esquive et l’embuscade. À l’inverse, les guérilleros urbains, loin de se fondre dans les aspérités du relief ou les profondeurs des forêts, s’immiscent au sein de la populace citadine, se rendant quasi indistincts parmi elle. Leur survie repose sur une base de soutien populaire, dont la fidélité et la discrétion sont indispensables. Qu’il s’agisse des espaces agrestes ou des dédales urbains, l’éradication des guérillas s’avère une entreprise ardue, tant les combattants savent tirer parti des particularités de leur environnement.

### Soutien étranger et sanctuaires
L’appui exogène, qu’il se manifeste par l’envoi de combattants, la fourniture d’armements, l’octroi de sanctuaires ou de simples déclarations de sympathie à l’endroit des guérilleros, ne constitue point une condition sine qua non de leur succès. Toutefois, il peut accroître substantiellement leurs probabilités de triomphe. Le soutien diplomatique, notamment, permet d’ériger la cause insurgée en objet de préoccupation internationale, contraignant ainsi les autorités contestées à concéder des accommodements ou suscitant une bienveillance propice à l’obtention d’aides matérielles. Les sanctuaires établis en terre étrangère confèrent aux factions rebelles des avantages non négligeables : approvisionnement en armes, vivres, équipements militaires et espaces dédiés à l’instruction des troupes. Un tel asile peut, en outre, se prévaloir d’une certaine légitimité au regard du droit international, surtout si le régime hôte s’évertue à occulter son implication et à préserver une dénégation plausible quant aux opérations menées depuis son territoire.
Le Việt Cộng et l’Armée populaire du Vietnam eurent largement recours à ces refuges transfrontaliers durant leur lutte contre les forces sud-vietnamiennes et américaines. Le dédale de pistes, de stations logistiques et de bases disséminées à travers le Laos et le Cambodge – communément désigné sous le nom de piste Hồ Chí Minh – constitua l’artère vitale permettant le ravitaillement de leurs troupes opérant au Sud-Vietnam. Un autre exemple notable est celui des combattants du Mukti Bahini, qui, appuyés par l’armée indienne, jouèrent un rôle décisif lors de la guerre d’indépendance du Bangladesh en 1971. Ce conflit éclair de quatorze jours aboutit à la défaite du Pakistan et à l’avènement d’un État bangladais souverain. Postérieurement à la guerre du Vietnam, l’organisation Al-Qaïda exploita avec efficacité des territoires reculés, tels que l’Afghanistan sous domination talibane, pour orchestrer ses opérations. Ce sanctuaire extraterritorial fut finalement anéanti à la suite de l’intervention militaire américaine déclenchée après les attentats du 11 septembre 2001.

### Initiative de guérilla et intensité des combats
En raison de leur capacité à déterminer le moment et le lieu de leurs attaques, les forces irrégulières conservent généralement l’initiative tactique et bénéficient de l’effet de surprise. La préparation d’une opération peut s’étendre sur des semaines, des mois, voire des années, ponctuée d’ajournements et de reprises successifs en fonction des circonstances. Des exercices méticuleux et des simulations sont fréquemment conduits afin d’anticiper les aléas et parfaire les détails opérationnels. Souvent, les assauts de guérilla ne sont lancés qu’à la condition d’une supériorité numérique manifeste sur la zone ciblée, une caractéristique récurrente des tactiques du VC/NVA et d’autres mouvements s’inscrivant dans le cadre de la « guerre populaire ». Les attentats suicides individuels constituent un paradigme distinct, n’impliquant généralement que le combattant sacrificiel et son appareil logistique. Toutefois, leur emploi est calibré en fonction des capacités opérationnelles et des contingences politiques du moment.
Quelle que soit la méthode employée, le guérillero conserve l’initiative stratégique et peut prolonger sa résistance en modulant l’intensité des engagements. Les offensives s’échelonnent sur une durée variable, s’étendant de quelques semaines à plusieurs années. Durant les périodes d’accalmie, les forces irrégulières reconstituent leurs effectifs, réapprovisionnent leurs arsenaux et élaborent de nouvelles manœuvres. Au cours de la guerre du Viêt Nam, la majorité des unités communistes, y compris les régiments réguliers de l’Armée populaire recourant à des tactiques de guérilla, ne consacraient que quelques jours par mois aux combats. Bien que contraintes, à l’occasion, d’affronter l’adversaire sous la pression d’opérations ennemies, elles passaient l’essentiel de leur temps à s’entraîner, à recueillir des renseignements, à mener des infiltrations politiques et civiles, à dispenser un endoctrinement propagandiste, à édifier des fortifications ou à se procurer vivres et munitions. La multiplicité de ces groupes, intervenant de manière asynchrone, conféra cependant à ce conflit son caractère ininterrompu, donnant l’illusion d’une guerre menée « sans répit ».

## Contre-opérations de faible intensité ou contre-guérilla

### Principes
Bien que la lutte de faible intensité ou la guérilla puisse s’avérer complexe à vaincre, les principes fondamentaux de la contre-insurrection, établis dès les années 1950 et 1960, ont été maintes fois éprouvés et appliqués avec efficacité.

#### Lignes directrices classiques

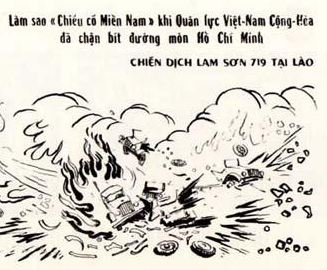
Les tracts de propagande sont souvent utilisés dans des opérations de faible intensité pour démoraliser les opposants ; ces tracts américains ont été largués sur la piste Ho Chi Minh par les forces américaines pendant la guerre du Vietnam.

L’œuvre de Sir Robert Thompson, expert britannique en contre-insurrection ayant exercé en Malaisie, formule des principes directeurs en la matière. Sa démarche repose sur le postulat d’un État sinon pleinement démocratique, du moins soucieux d’une certaine légalité et d’une amélioration gouvernementale. Toutefois, nombre de régimes politiques ont historiquement ignoré ces préceptes, leur répression des guérillas s’étant fréquemment traduite par des massacres systématiques, des exterminations de populations, des famines provoquées, ainsi que par l’emploi institutionnalisé de la terreur, de la torture et des exécutions sommaires. Les méthodes totalitaires de Staline en URSS ou d’Hitler dans l’Allemagne nazie en constituent des archétypes, tout comme les pratiques – moins extrêmes mais analogues – des dictatures sud-américaines durant les « guerres sales » des années 1970-1980. Seuls certains éléments de la doctrine modérée de Thompson trouvent ici application :
1. Une perspective concurrentielle viable, susceptible de rallier une adhésion populaire étendue, s’avère indispensable. Il convient d’opposer une contre-proposition politique nettement définie, capable de surpasser, d’équivaloir ou de neutraliser le discours insurrectionnel. Celle-ci peut prendre diverses formes, depuis l’attribution d’une autonomie politique accrue jusqu’à la mise en œuvre de mesures de développement économique dans les zones concernées. Cette perspective doit reposer sur une approche holistique, intégrant des leviers d’influence tant politiques que sociaux, économiques et médiatiques.
2. Des compromis mesurés peuvent s’avérer indispensables en certaines circonstances. Parallèlement, la résolution des doléances légitimes requiert l’adoption de dispositions appropriées à l’échelon local. La faction engagée dans la contre-insurrection pourrait être encline à qualifier péremptoirement les guérilleros de « terroristes » et à privilégier une stratégie d’éradication violente. Toutefois, l’usage de la coercition pure demeure, à long terme, d’une efficacité incertaine. L’action ne saurait être assimilée à une capitulation : des initiatives telles que la destitution de magistrats véreux ou despotiques, l’éradication des malversations ou une fiscalité appliquée avec équité peuvent, par leur effectivité, contribuer significativement à tarir le recrutement de la guérilla.
3. Le pouvoir contre-insurrectif doit s’abstenir de toute riposte disproportionnée face aux provocations de la guérilla, celles-ci pouvant constituer un stratagème visant à ébranler le moral des populations civiles. Les opérations de police doivent être conduites avec rigueur, dans le strict respect des normes juridiques, y compris sous le régime de l’exception. Si la suspension temporaire des libertés publiques et des usages en vigueur en temps de paix peut s’avérer nécessaire, elle doit s’exercer avec la plus grande parcimonie et se conformer à des procédures établies, évitant tout arbitraire. Il importe en outre que des dispositions explicites soient édictées pour proscrire tout acte de brutalité ou de vindicte émanant des forces régulières ou de groupes paramilitaires.
4. Une intervention d’ampleur peut occasionnellement s’imposer lorsque les moyens policiers s’avèrent insuffisants pour contenir une insurrection. Dans de telles circonstances, le recours à des opérations militaires peut devenir indispensable. Ces manœuvres de « grand style », mobilisant des effectifs considérables, visent alors à disloquer les rassemblements substantiels de combattants irréguliers, afin de les fragmenter en éléments dispersés, plus aisément contrôlables par une action conjointe des autorités civiles et des forces armées.
5. Dans le cadre de la contre-insurrection, la mobilité et l’action dynamique des petites unités revêtent une importance primordiale. Les formations trop lourdes doivent être délestées afin d’optimiser leur capacité à localiser, harceler et neutraliser les groupes insurgés. Une posture strictement défensive, consistant à se retrancher dans des positions statiques, équivaut à concéder l’initiative à l’adversaire. Pour prévenir leur consolidation, il est impératif de maintenir une pression constante par le biais de patrouilles offensives, de raids soudains, d’embuscades, d’opérations de ratissage et de dispositifs d’encerclement.
6. Une rigoureuse collecte d’informations doit être instaurée, mobilisant tous les moyens disponibles afin d’acquérir et d’ordonner des données pertinentes. Ce processus méthodique englobe tant les interrogatoires informels de civils que les questionnements formalisés de captifs. Par ailleurs, des méthodes ingénieuses peuvent être déployées, telles que l’utilisation d’indicateurs doubles, voire la création de faux mouvements de « libération » ou de cellules de sympathisants fictifs, dans le dessein d’infiltrer et de déceler les réseaux clandestins ainsi que leurs opérations.
7. La doctrine contre-insurrectionnelle préconise l’emploi d’une stratégie dite de "nettoyage et maintien des zones d’encre", consistant à partitionner l’espace conflictuel en secteurs distincts, hiérarchisés selon des priorités opérationnelles. Le contrôle territorial doit progresser de manière centrifuge, à la manière d’une tache d’encre s’étendant sur un parchemin, en éradiquant méthodiquement les foyers insurgés dans chaque maillage du réseau avant d’opérer une transition vers les secteurs adjacents. Cette approche peut requérir la conduite simultanée d’opérations défensives ou de stabilisation dans d’autres zones, tandis que les secteurs prioritaires font l’objet d’un assainissement systématique et d’une consolidation permanente.
8. Des unités spécialisées peuvent être utilisées avec profit, notamment des escouades de commandos, des unités de reconnaissance à longue portée, des patrouilles de « chasseurs-tueurs », des transfuges capables de traquer ou de persuader leurs anciens collègues comme les unités de Kit Carson au Vietnam, et des groupes de type paramilitaire. Un contrôle strict doit être exercé sur les unités spécialisées afin d’empêcher l’émergence d’escadrons de représailles violents de type justicier qui sapent le programme du gouvernement. Les forces de masse comprennent des groupes d’autodéfense villageois et des milices citoyennes organisées pour la défense et la sécurité locales.
9. L’aide étrangère doit être limitée et utilisée avec prudence. Cette aide devrait se limiter à un soutien matériel et technique et à un petit nombre de spécialistes. Si cela n’est pas fait, l’aide étrangère pourrait se retrouver à « prendre le contrôle » de la guerre locale et à être aspirée dans un engagement de longue durée, fournissant ainsi aux guérilleros de précieuses opportunités de propagande. Un tel scénario s’est produit avec les États-Unis au Vietnam[16].

## Opérations de faible intensité
Les opérations de faible intensité désignent l'engagement et l'emploi de forces militaires dans des contextes ne relevant pas d'un conflit conventionnel. Généralement conduites par des États contre des entités non étatiques, elles recouvrent des pratiques telles que la contre-insurrection, la lutte antisubversive ou les missions de pacification. À l'inverse, les groupes non étatiques violents peuvent également mener ce type d'opérations à l'encontre des pouvoirs établis, le plus souvent dans le cadre d'une guérilla ou d'une sédition.